# Schloss Josselin
Das Schloss Josselin befindet sich in Josselin, einer französischen Gemeinde im bretonischen Département Morbihan. Es ist bis heute Sitz des Herzogs von Rohan-Chabot und in Teilen zu besichtigen. 

## Geschichte

Schloss Josselin

Guéthénoc, Herr von Porhoët aus der Familie der Grafen von Rennes, ließ die erste Burg um das Jahr 1000 errichten. Er suchte dazu einen Ort von hohem militärischen und wirtschaftlichen Wert und fand ihn mit einem Felsen, der das Tal der Oust beherrscht. Die Existenz der Kirche Notre-Dame du Roncier als Pilgerstätte trug viel zum Reichtum der Bevölkerung und ihrer Herren bei.
Da Eudon de Porhoët als Regent für den jungen bretonischen Herzog Conan IV. die bretonischen Barone um sich geschart hatte, die dem englischen König Heinrich II. Plantagenet und neuen Grafen von Anjou feindlich gegenüberstanden, ließ dieser unter seiner persönlichen Aufsicht die Burg Josselin schleifen.
Olivier V. de Clisson erwarb die Herrschaft Josselin im Jahr 1370 und ließ die Burg als imposante Zitadelle mit acht Türmen und einem Donjon von 90 Metern Höhe wiederaufbauen. Er verheiratete seine jüngere Tochter Béatrix mit Alain VIII. de Rohan, dem Erben der Familie Rohan, dessen Burg Rohan rund 20 Kilometer von Josselin entfernt lag. Die Rohans führen sich auf die Vizegrafen von Porhoët zurück.
1488 wurde die Burg von Herzog Franz II. erobert und teilweise zerstört. Seine Tochter Anne de Bretagne gab sie dann aber an Oliviers Enkel Jean II. de Rohan zurück. Dieser ließ die Burg innerhalb der Mauern umgestalten, so dass sie von der dem Fluss abgewandten Seite wie ein Landhaus erscheint, mit einer wesentlich offeneren Fassade, die aus behauenem Granit besteht und eines der ersten Beispiele der Renaissance in Frankreich ist; zumal er dafür auch italienische Handwerker beschäftigte. Um sich erkenntlich zu zeigen, ließ er zahlreiche „A“s mit einer Kordel umwunden schnitzen, dem Emblem von Anne de Bretagne.

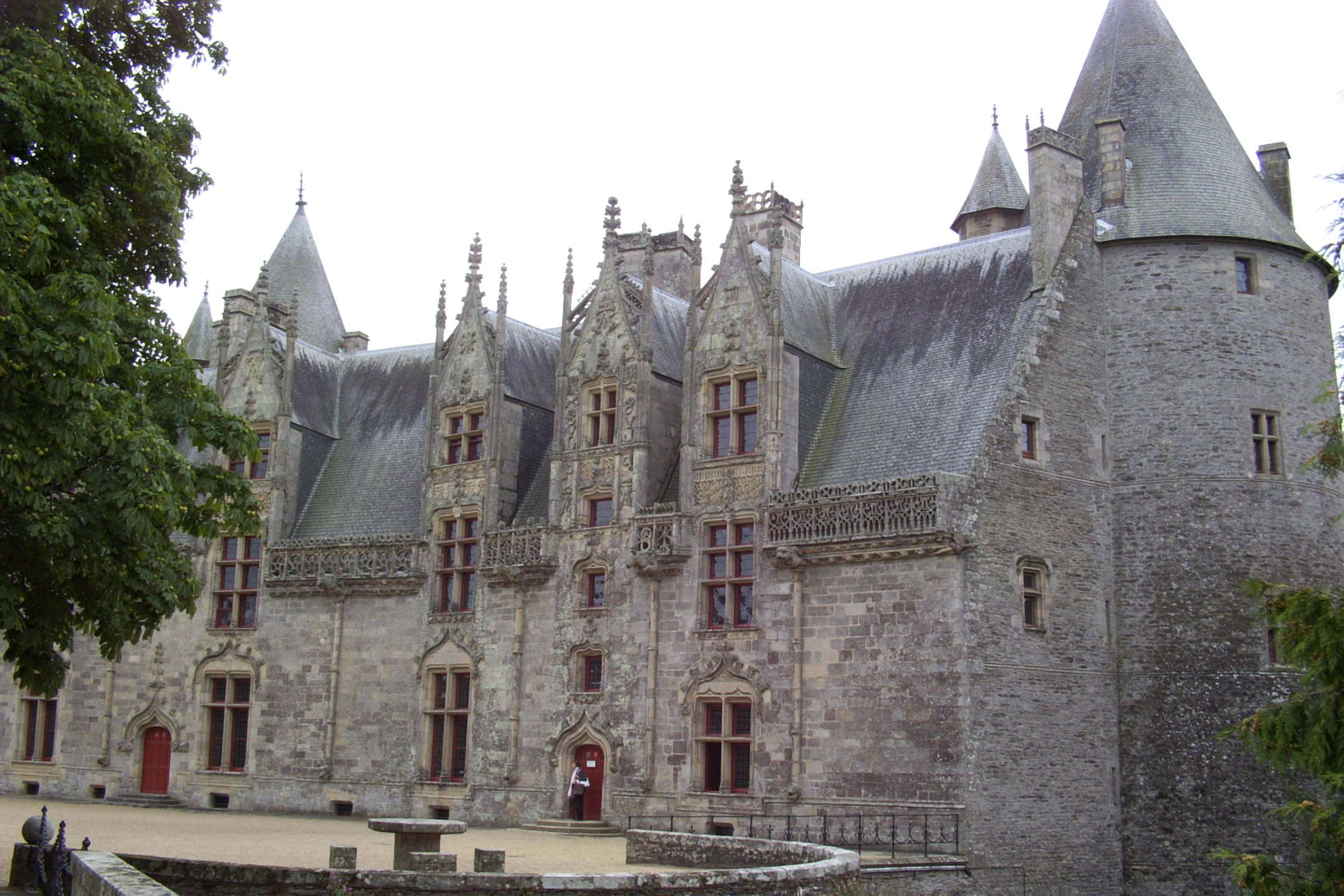
Teil der Gartenfassade

In ihrer Abwesenheit mussten die Rohan es trotz ihrer Neigung zum Protestantismus dulden, dass der Statthalter der Bretagne, der Herzog von Mercœur, aus ihrem Schloss einen Stützpunkt der katholischen Liga in Opposition zum neuen König Heinrich IV. machte. 1603, als die Vizegrafschaft Rohan von Heinrich IV. zum Herzogtum und Pairie erhoben worden war, verlegte Henri II. de Rohan das Zentrum seiner Macht auf das Schloss Pontivy. 1638 trat seine Tochter Marguerite de Rohan sein Erbe an und begründete das bis heute auf Josselin ansässige Haus Rohan-Chabot.
Richelieu ließ den Donjon und vier Türme 1629 niederreißen und kündigte dies dem Herzog Henri II. mit den Worten an: „Monseigneur, je viens de jeter une boule dans votre jeu de quilles!“ – er habe eine Kugel in sein Kegelspiel geworfen.
Im 18. Jahrhundert war Josselin nicht mehr bewohnt und wurde während der Französischen Revolution und der Herrschaft Napoléons als Gefängnis und Lager genutzt. 1832 konnte die Herzogin von Berry, Maria-Carolina von Bourbon-Sizilien, den Herzog von Rohan, Louis-François, Kardinal-Erzbischof von Besançon, davon überzeugen, das Schloss zu restaurieren. Er verstarb im folgenden Jahr und sein Bruder Louis Fernand führte die Restaurierung durch.

## Heutige Nutzung
Heute wird das Schloss vom 14. Herzog von Rohan, Senator Josselin de Rohan, bewohnt, dem Präsidenten der Region Bretagne von 1992 bis 2004 (Bild unten mit Bernadette Chirac). Der Betrieb wird heute von seinem Sohn Alain de Rohan-Chabot (* 1975) geleitet.
Man kann den Hof sowie die Museumsräume besichtigen, in denen Möbel, Familienporträts, königliche Geschenke und eine Reiterstatue Olivier de Clissons von Emmanuel Frémiet gezeigt werden, ferner eine Büste des 11. Herzogs, Alain de Rohan-Chabot, von Auguste Rodin. In den alten Stallungen ist das Musée de poupées (Puppenmuseum) untergebracht. Das Schloss hat über 50.000 Besucher pro Jahr. 

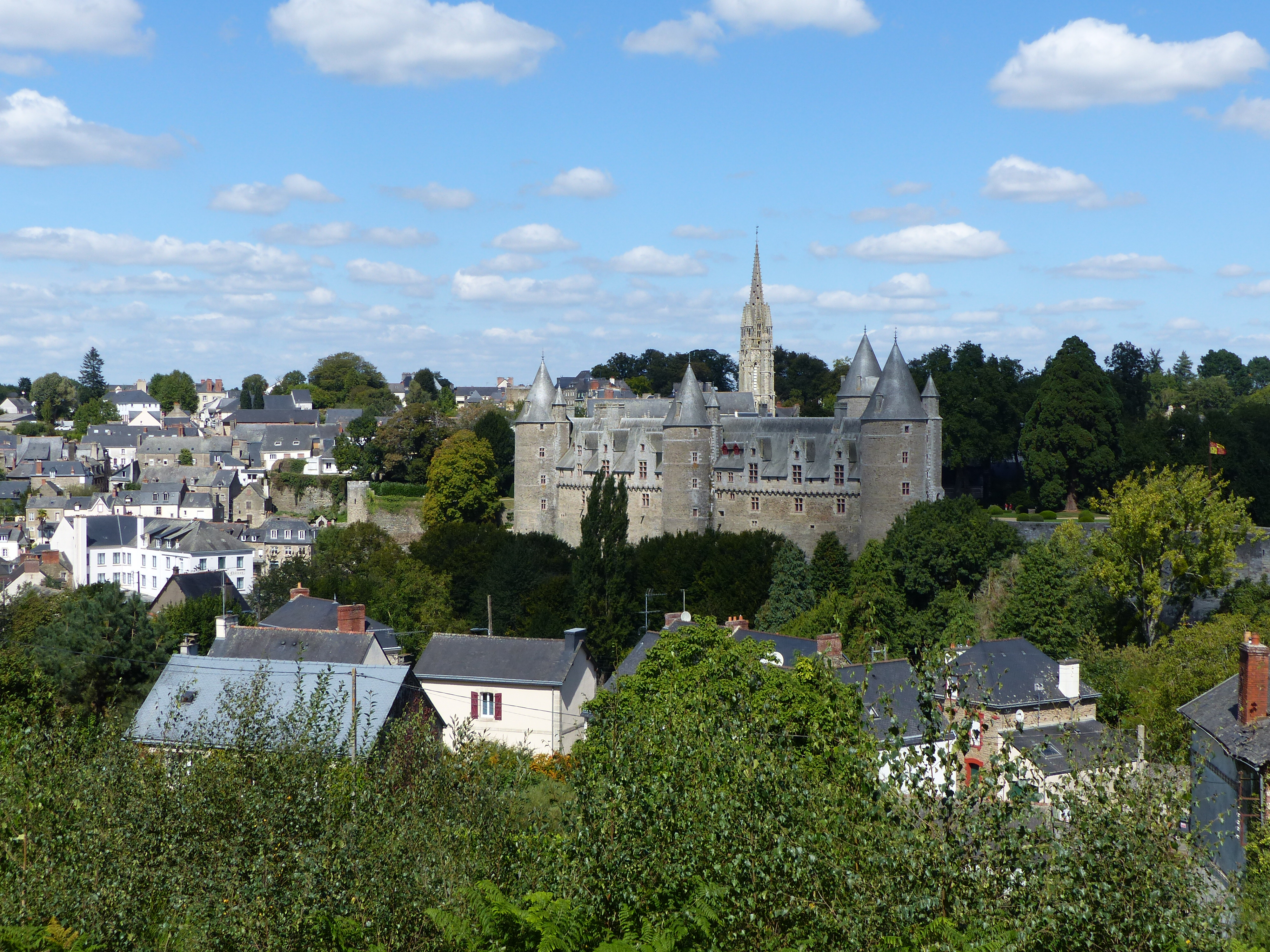
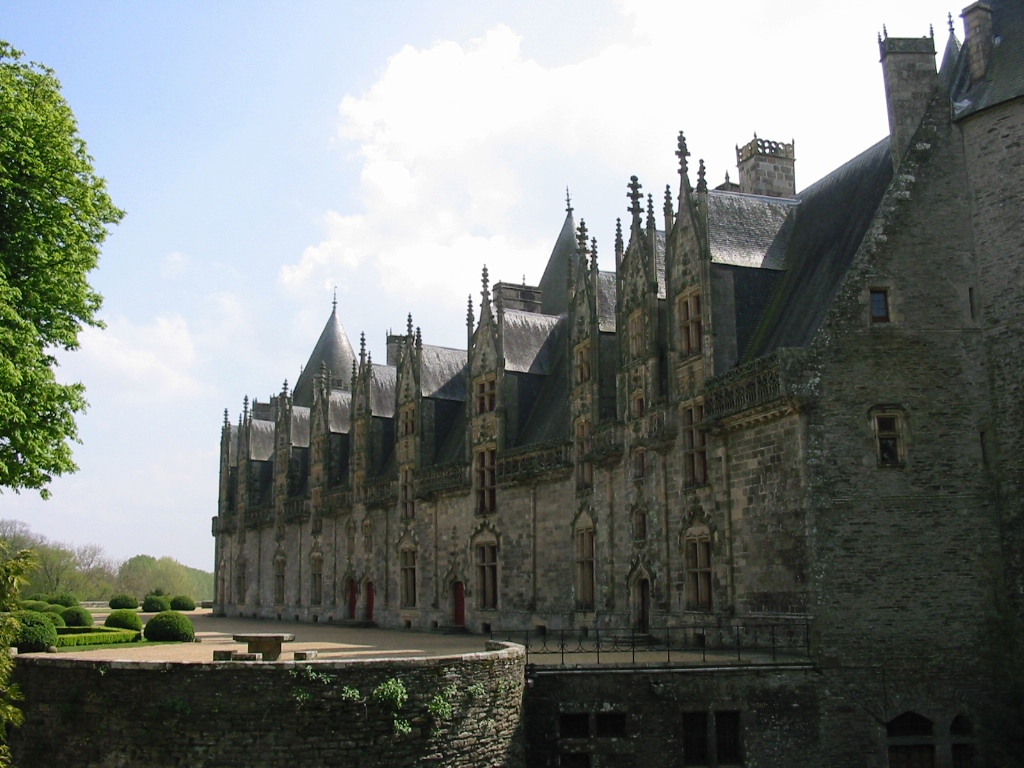
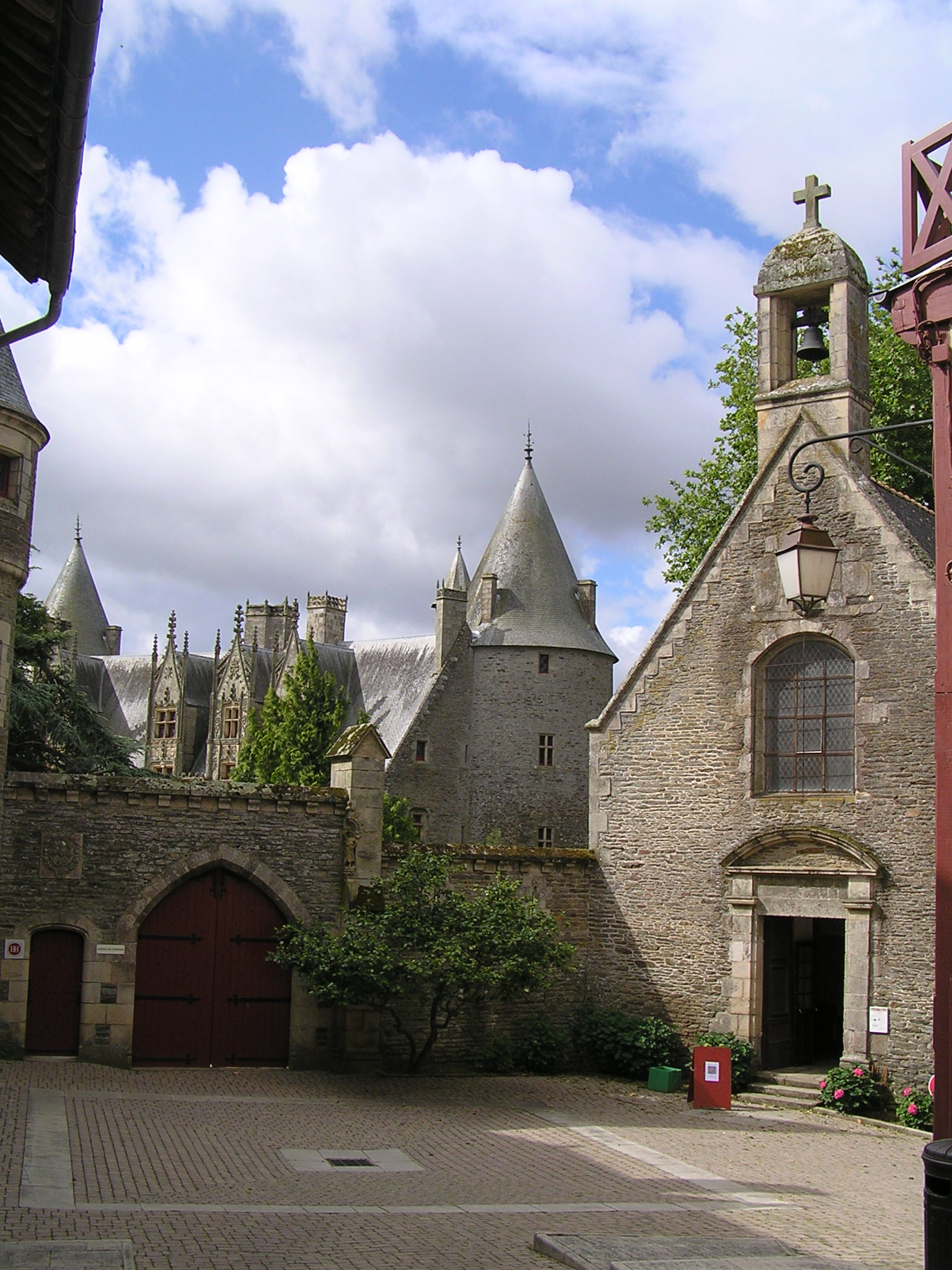
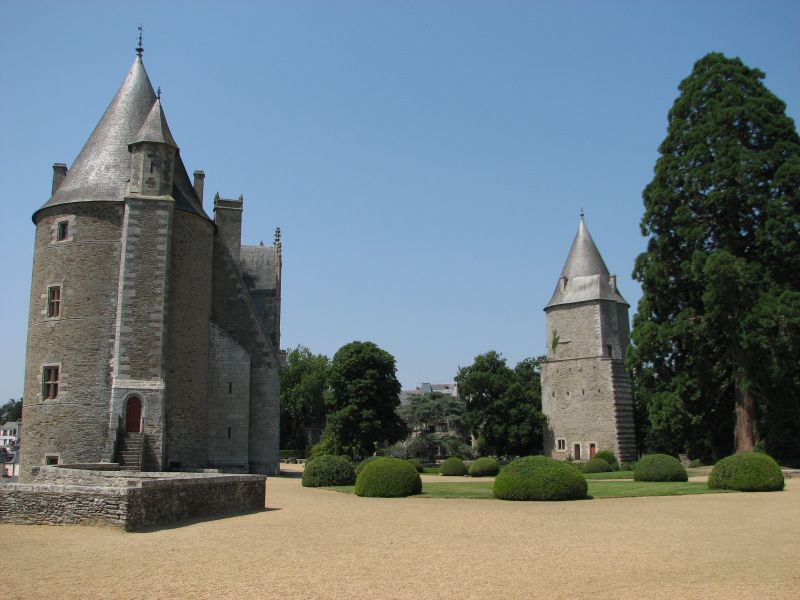
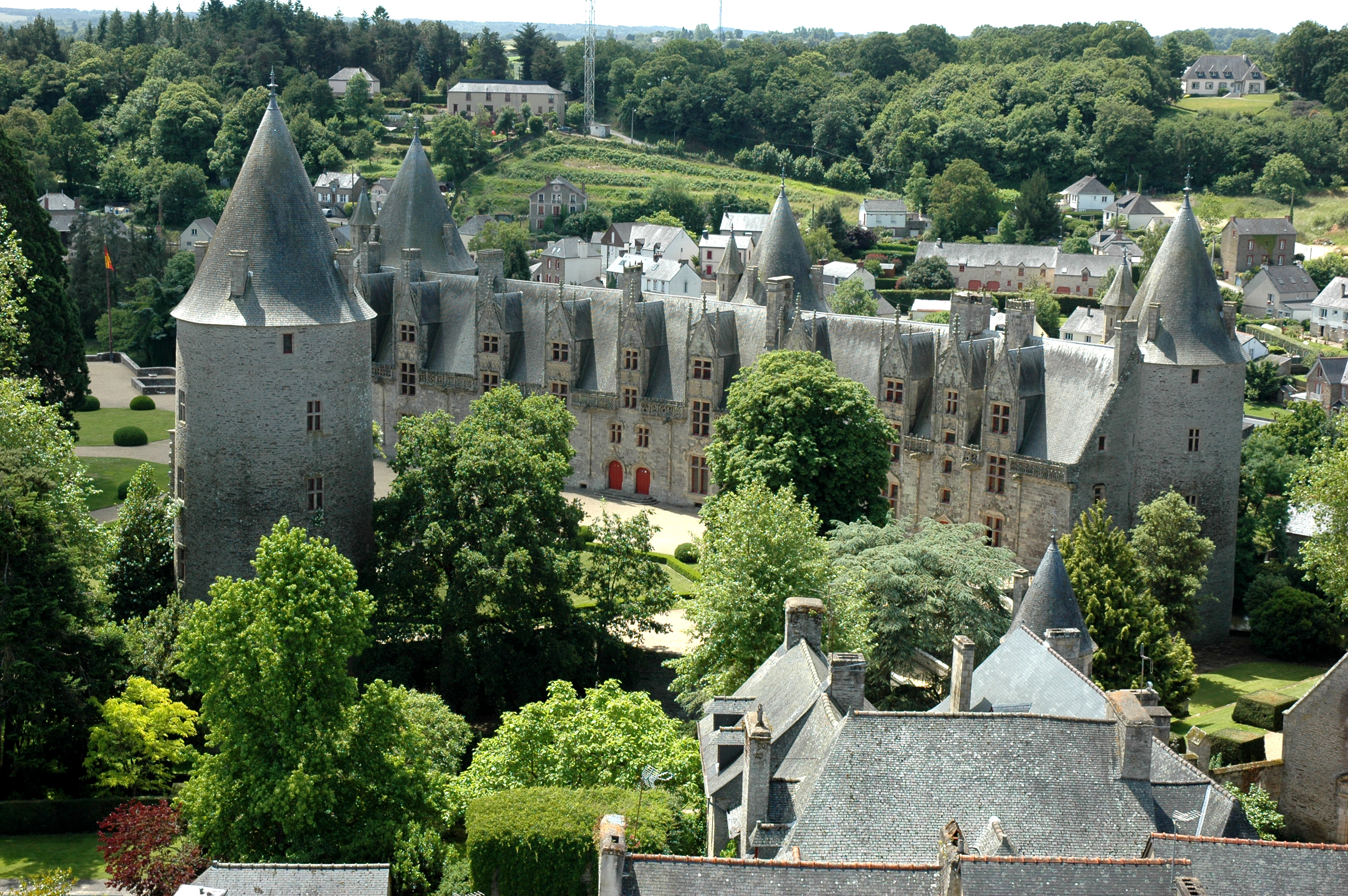
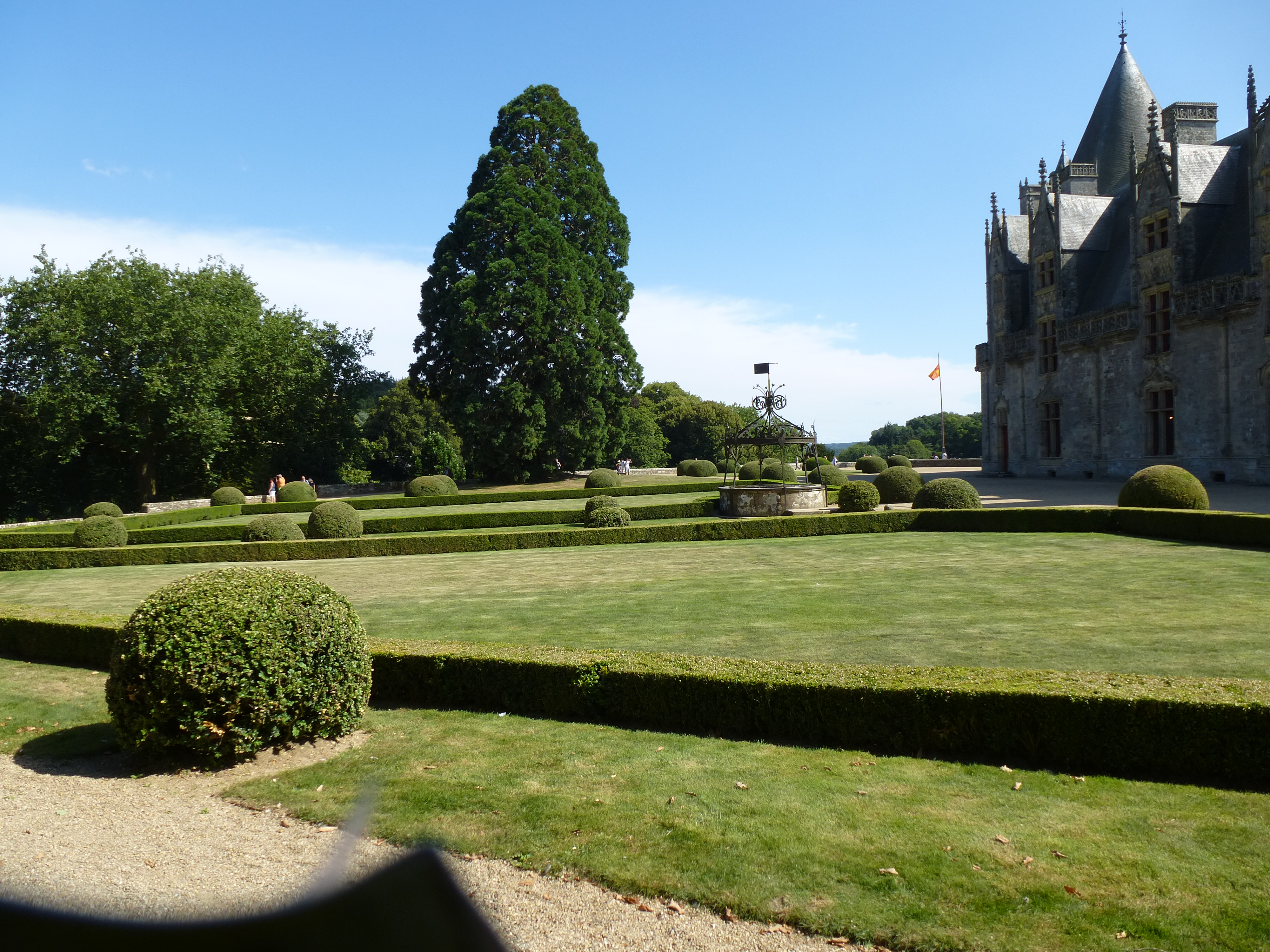
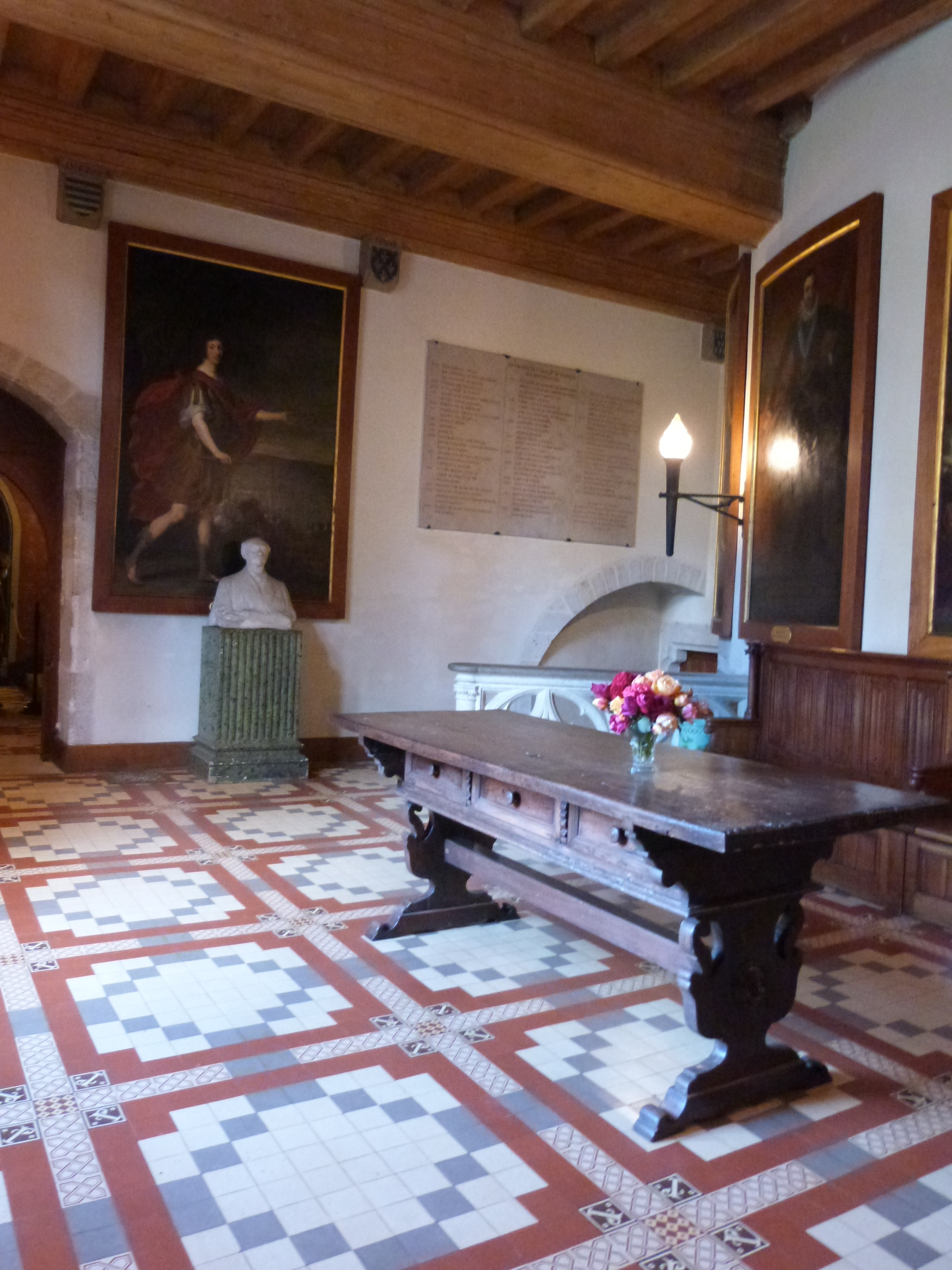
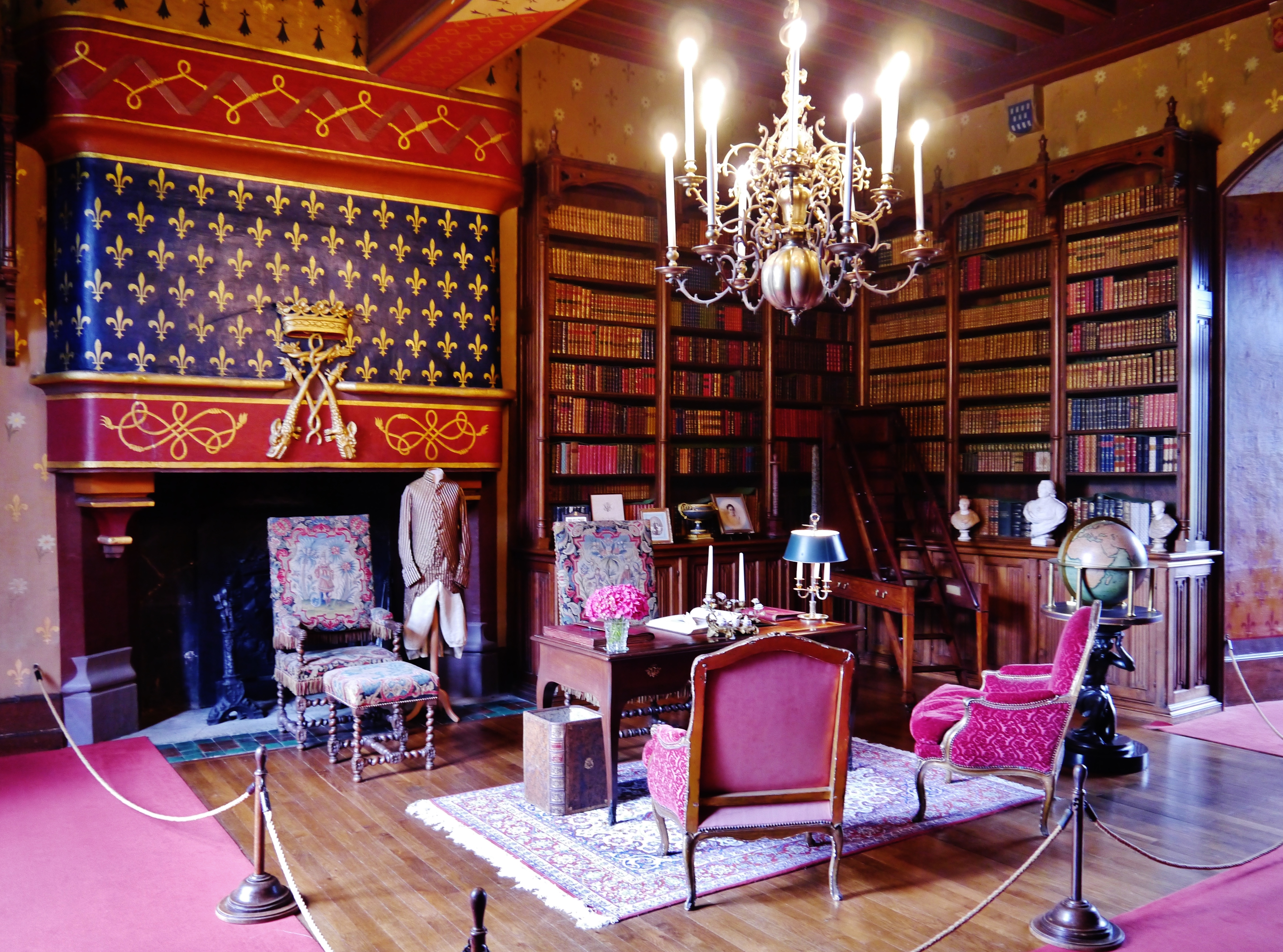
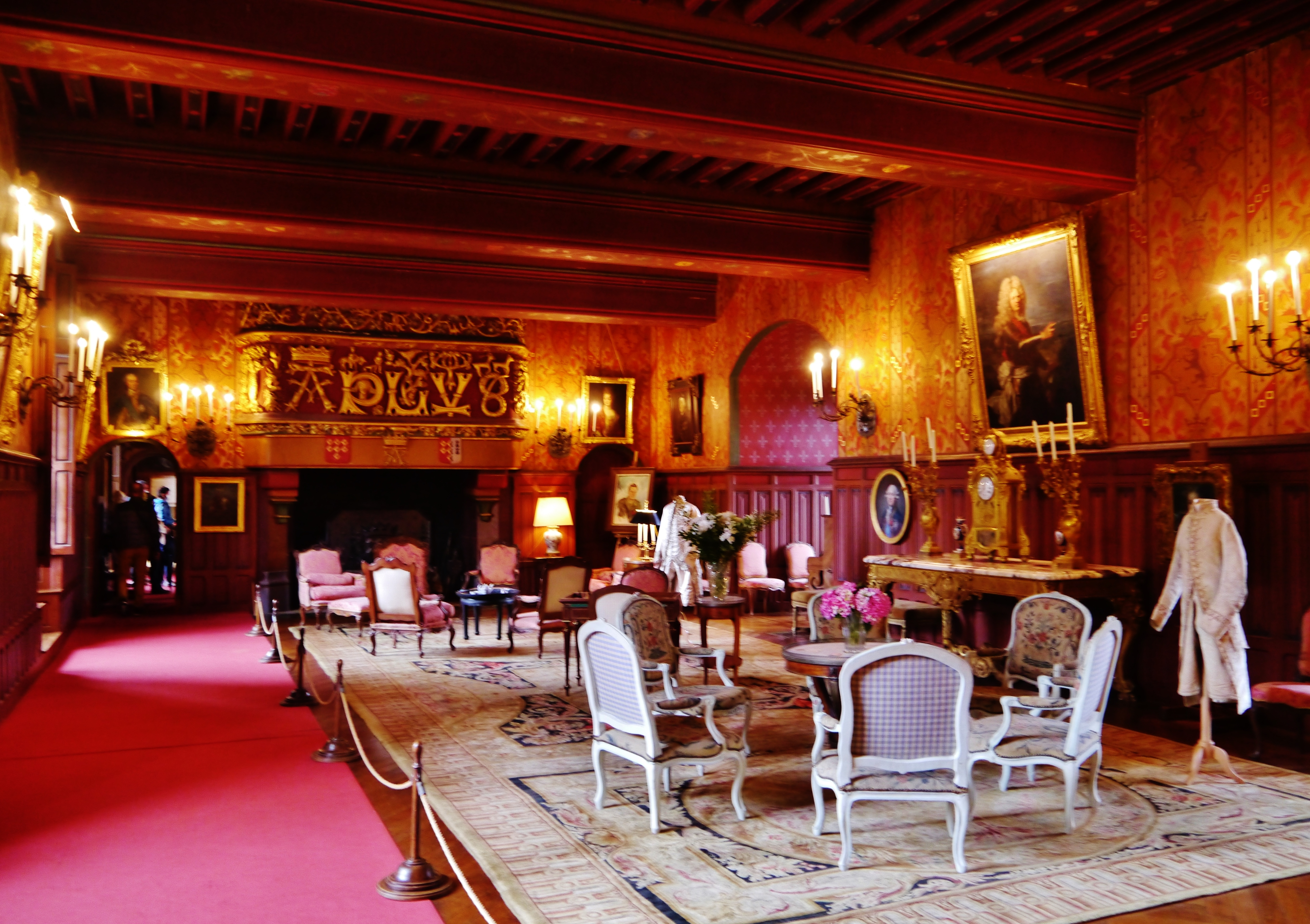
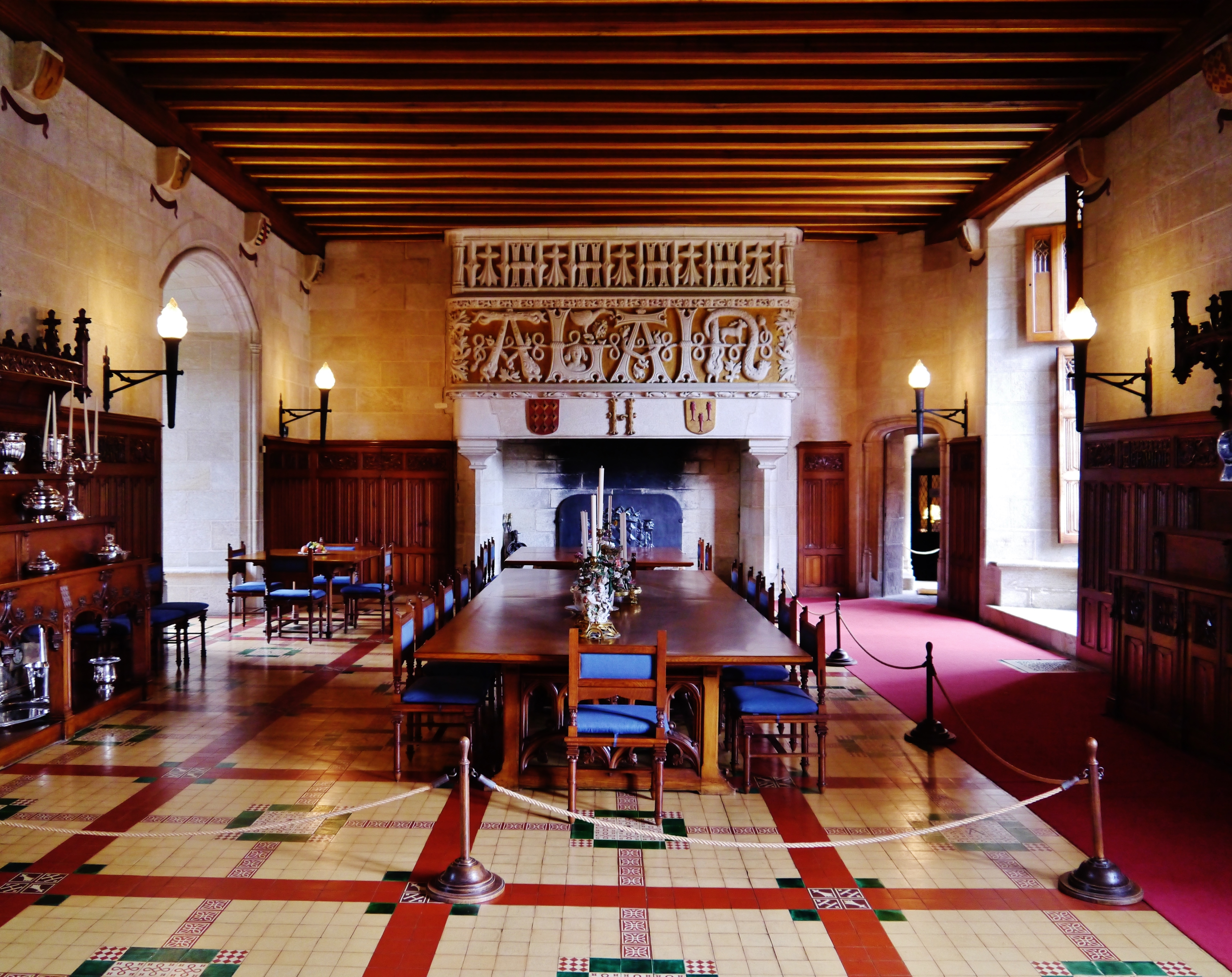
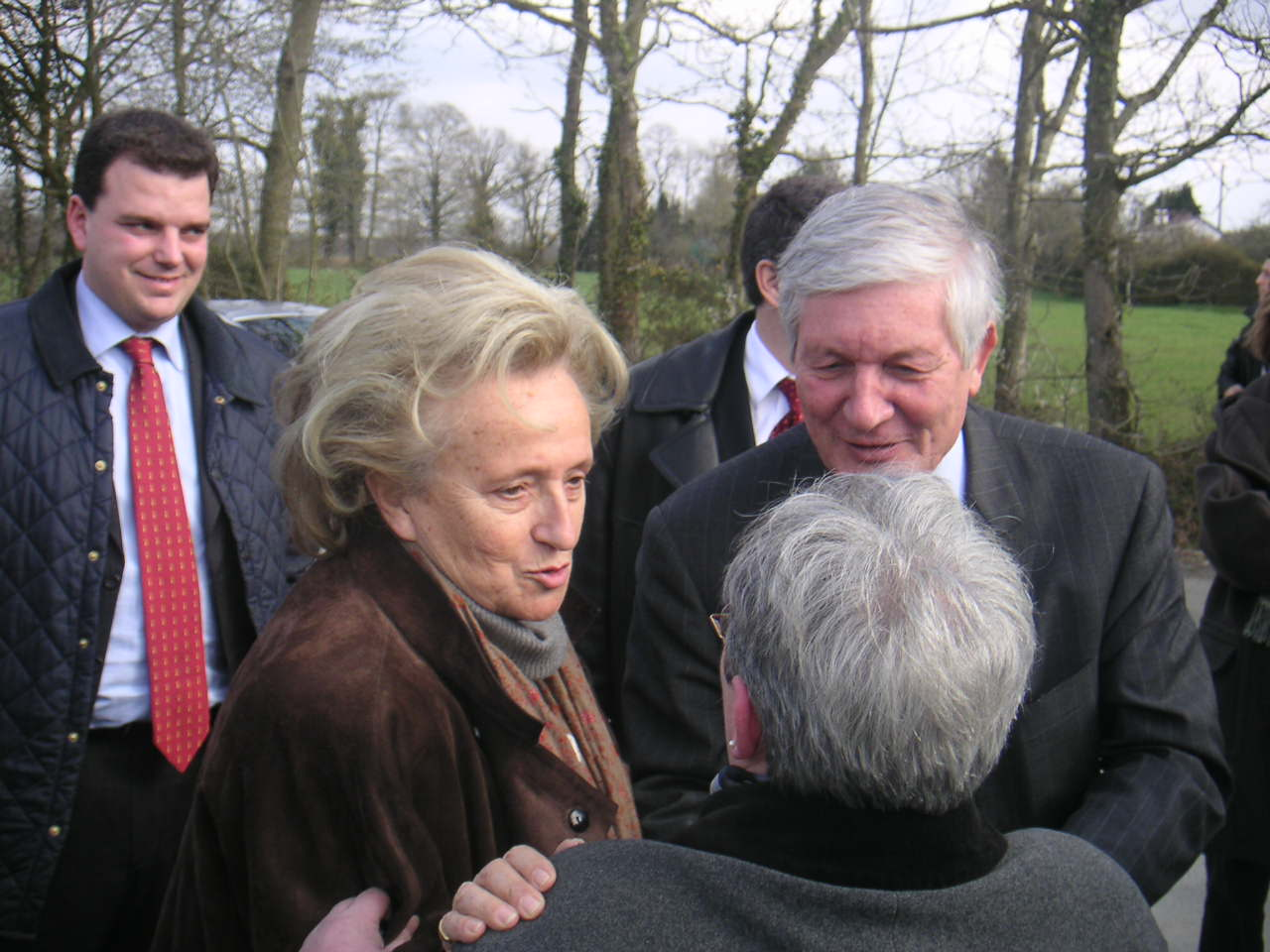